# Chanson traditionnelle

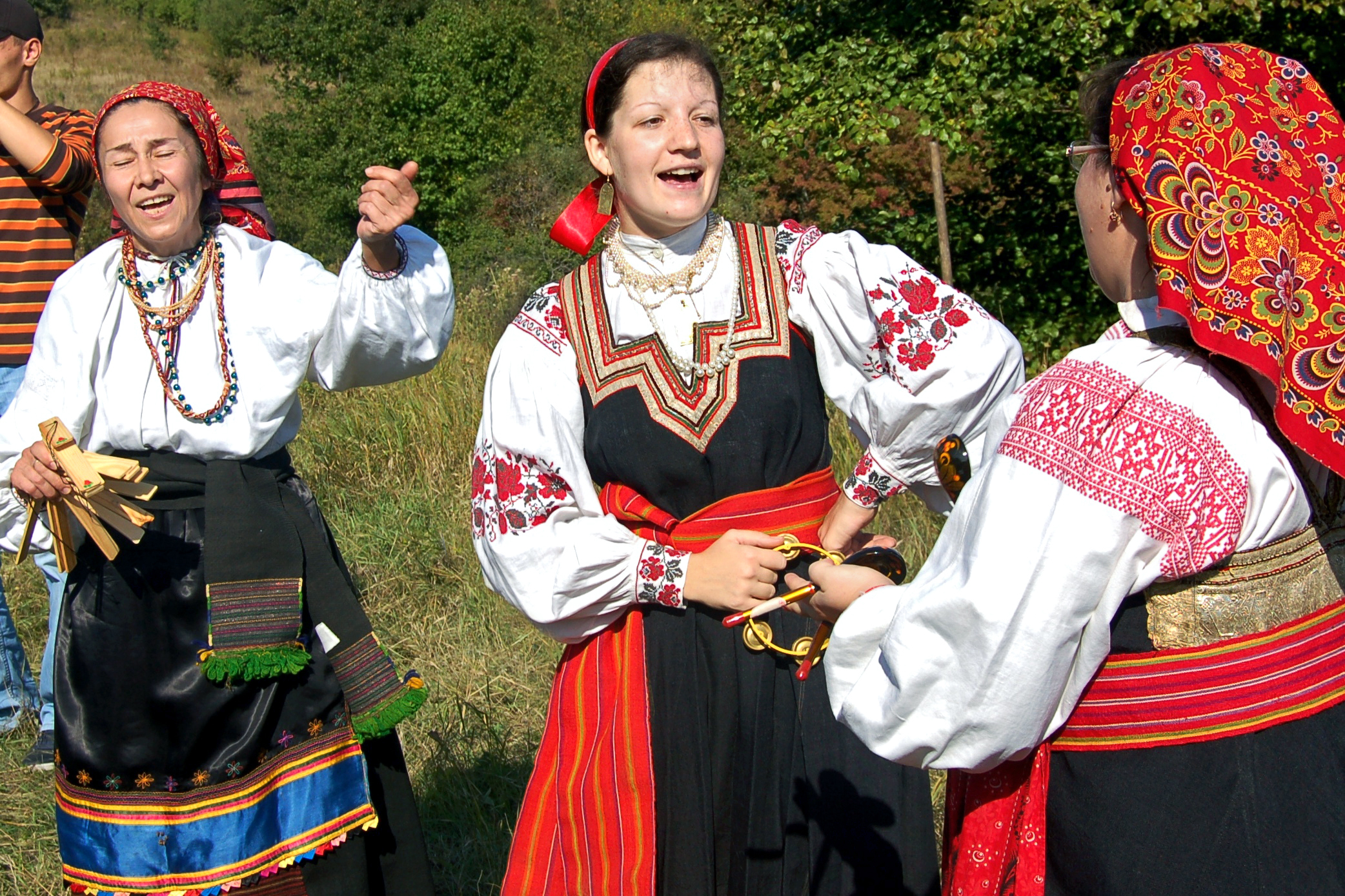
Chanson traditionnelle russe

Une chanson traditionnelle est une chanson qui est fortement liée ou associée à un folklore, à une culture nationale ou religieuse, voire à une zone géographique. Elle est généralement chantée de génération en génération.